# ORP Kaszub (1987)
ORP Kaszub (укр. Кашуб) —  протичовновий корвет, єдиний корабель проекту 620. Несе службу у складі Військово-морських сил Польщі. Перший корабель океанської зони, побудований у Польщі в 1987 році.

## Історія
Робота над проектом розпочалися ще в 1971 році, проте головний корабель був закладений тільки в червні 1984 року на Гданський судноверфі (Північна верф) в місті Гданськ. «Kaszub» був спущений на воду 11 травня 1986 року, проте незабаром було виявлено деформації корпусу і валів, які потребували ремонту. Коли 15 березня 1987 р. корабель вступив в стрій, на ньому не була встановлена певна частина із запланованого озброєння, в тому числі ЗРК «Оса», та артилерійська установка. Планувалося побудувати 7 кораблів цього проекту, проте був побудований тільки головний корабель серії 
З 1990 по січень 1991 року «Kaszub» як сторожовий корабель перебував у складі польської берегової охорони. У вересні 1991 року корабель був оснащений носовою 76-мм автоматичною гарматою АК-176 в башті.

## Особливості проекту
Корпус та архітектура
Корвет «Кашуб» має гладкопалубний корпус з невеликою відвисною носовою частиною; мідель борту плавно переходять в стіни надбудови. Водотоннажність стандартна - 1051 т, повна - 1183 т, довжина корпусу - 82,34 м, ширина - 10 м. Середня осадка - 2,9 м, максимальна з гідроакустично "бульбою" - 4,9 м. Корпус з повздовжньою рамковою системою, розділений перегородками на
водонепроникні відсіки, частково з високоміцної сталі. Середня товщина бічних пластин - 6 мм, надбудова виконана з алюмінієвого сплаву. 
Силова установка
Силова установка складається з чотирьох V16 поршневих дизельних двигунів Sulzer-Cegielski 16AS-V25/30 з максимальною потужністю 4350 к.с. (3200 кВт) кожна при 1000 об./хв. Двигуни обертають два гвинти регулюваного ходу — кожна пара двигунів приводить в дію один гвинт через редуктор і ведучий вал. Машинне відділення розташоване у двох відсіках, по два двигуни в кожному. Судно може живитися від будь-якої кількості двигунів (система CODAD), з двома двигунами швидкість становить понад 20 вузлів (37,04 км/год), а з чотирма двигунами максимальна швидкість становить 26 вузлів (48,15 км/год). На випробуваннях було досягнуто швидкость до 27 вузлів (50 км/год).
Дальність плавання становить 3 500 миль (6 482 км) при 14 вузлах, 2 500 морських миль (4 630 км) при 18 вузлах і 900 морських миль (1 666 км) при 26 вузлах. Автономність складає 10 діб. Судно перевозить 122 тонни палива, 7 тонн нафти, 25 тонн води і 2,6 тонни продуктів харчування.
Озброєння
Основне артилерійське озброєння — російська (радянська) 76-мм автоматична гармата АК-176М в башті, у носовій частині з боєзапасом 254 снаряда. Однак негативною особливістю є те, що на кораблі немає РЛС управління вогнем МР-123, яка використовується в стандартній комплектації з цією гарматою.
Основне озброєння корабля — протичовнове. Для цього він має на озброєнні чотири торпедні апарати калібру 533,4-мм для радянських електричних самонавісних протичовнових торпед СЕТ-53M. Торпедні апарати згруповані у два двохтрубні апарати ДТА-53-620, розташовані по бортах в міделях, посередині корабля. У маршовому положенні вони паралельні бокам, в стрільбі - нахилені на 25°. Другий тип протичовнового озброєння — це дві 12-ствольні пускові реактивні бомбометні установки РБУ-6000 розміщених на надбудові, перед містком. Вони перезаряджаються автоматично, 96 бойових і 2 навчальні бомби зберігаються на підпалубних складах. Система подачі бомб була розроблена в Польщі. 
Відразу після вступу на службу в 1987 році, єдиним артилерійським озброєнням були три зенітні гармати калібру 23-мм польської конструкції ZU-23-2M Wróbel. Корабель також отримав 2x4 ПУ «Фаста-4М» для зенітних ракет ближної дії «Стріла-2М» (16 ракет). Однак ці ракети були застарілими і мали невелику дальність - практично ефективні лише на віддалених цілях, на відстані до 4,2 км. Разом з 23-мм гарматами вони забезпечували лише обмежену можливость самооборони. Артилерійське озброєння доповнено двома 45-мм салютними гарматами.
У квітні 2016 року на «Кашуб» було встановлено польський прототип сучасного артилерійського комплексу «Тритон», що складається з 35-мм автоматичної гармати Oerlikon KDA в безлюдній башті, замість кормової 23-мм гармати ЗУ-23-2М «Врубель». Система управління включає лазерний далекомір, телевізійну та теплову камери. Автомат має дві системи подачи боєприпасів по 100 снарядів кожна. Гармата може вражати цілі на відстані не менше 4 км, камери можуть відстежувати цілі на відстані до 7,5 км.
Корабель також має два кормових колійних бомбоскидача мін, на яких можна нести 8 морських мін wz. 08/39 або 6 мін AGSB або 20 мін JaM.

## Походження назви
Кашуби — західнослов'янський народ, що проживає на північному заході Польщі, на території, яку часто називали Кашубщиною. Кашубське коріння має польський політик, колишній прем'єр-міністр Польщі (2007-2014) та Голова Європейської ради (2014-2019) Дональд Туск.

## Галерея

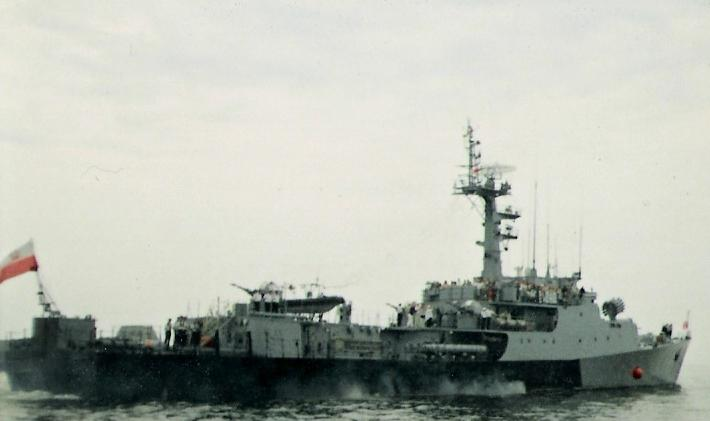
Корвет Кашуб - вид із корми (2005 р.)
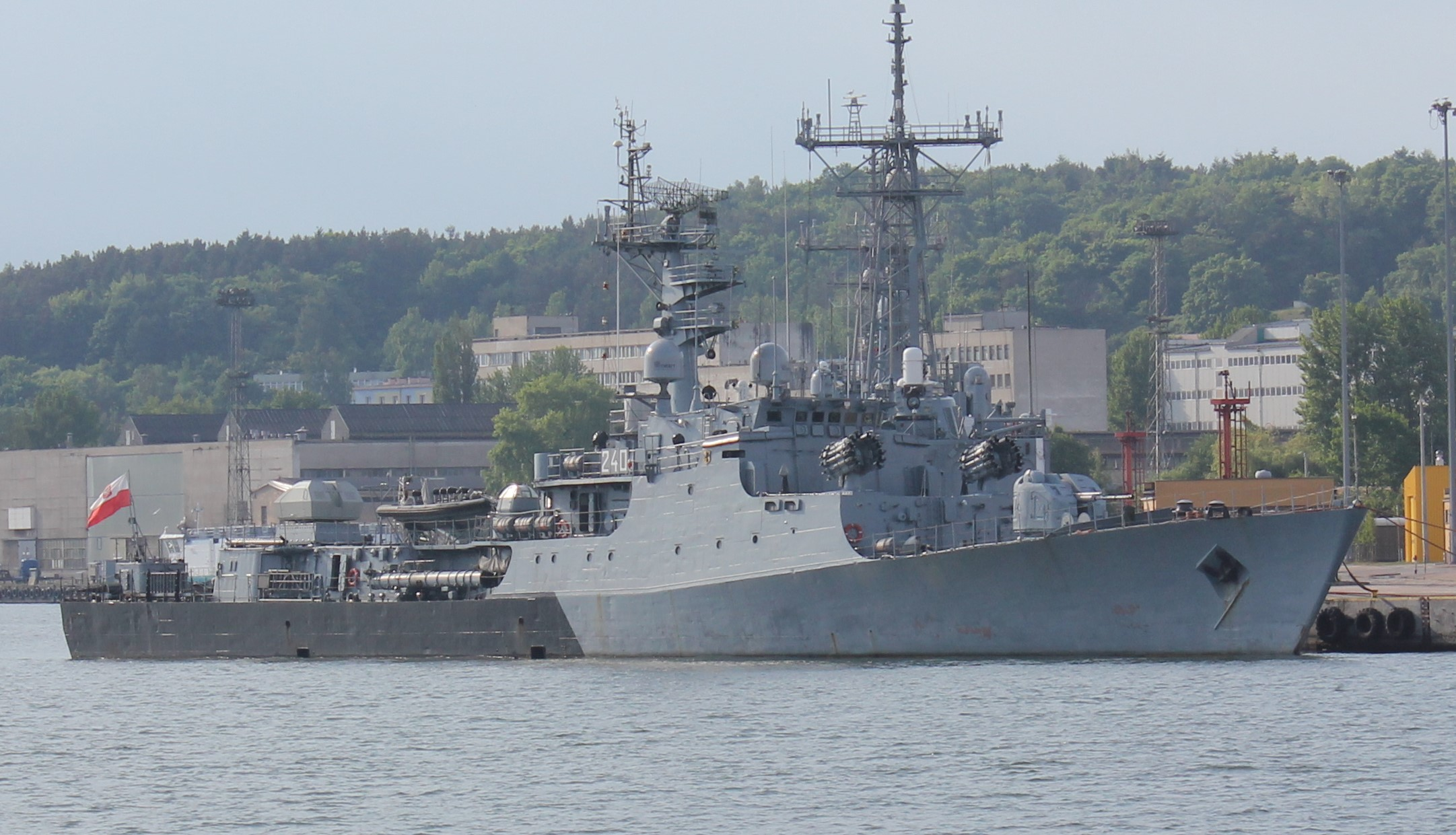
Ковет ORP Kaszub на ВМБ Гдиня (2018 року)
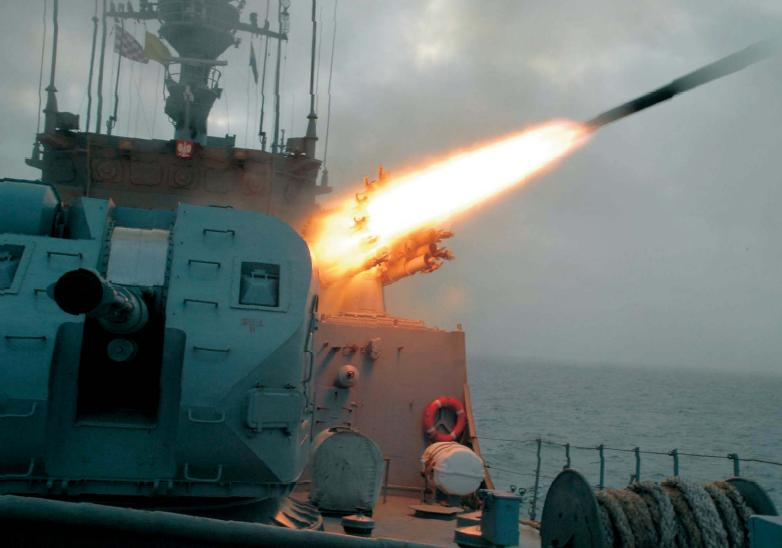
Корвет Кашуб запускає ракету з РБУ-6000 (2005 р.)
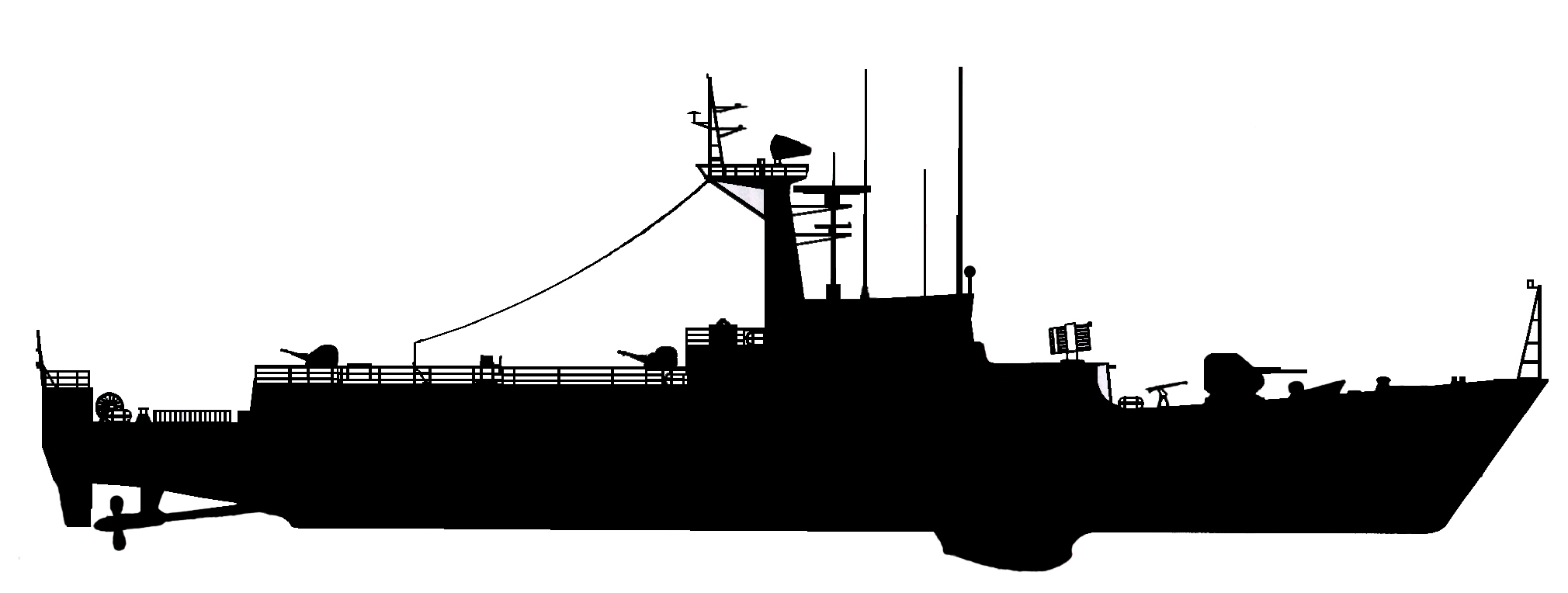
Силует ORP Kaszub